# Resolució 118 del Consell de Seguretat de les Nacions Unides
La Resolució 118 del Consell de Seguretat de les Nacions Unides, aprovada per unanimitat el 13 d'octubre de 1956, després de prendre nota de les declaracions formulades en el Consell i de les exposicions que sobre les converses preliminars sobre la qüestió de Suez han formulat el Secretari General de les Nacions Unides i els ministres de relacions exteriors d'Egipte, França i Regne Unit, el Consell va acordar que tota solució de la qüestió de Suez haurà de reunir les següents condicions:
1) El pas pel Canal romandrà lliure i estarà obert sense discriminació manifesta o encoberta, tant pel que fa a l'aspecte polític com al tècnic;
2) La sobirania d'Egipte serà respectada;
3) El funcionament del Canal haurà de quedar aïllat de la política de tots els països;
4) La manera de fixar els drets de trànsit i les despeses respectives es determinarà per mitjà d'un acord entre Egipte i els usuaris
5) Es dedicarà al millorament del Canal una proporció equitativa de les sumes percebudes;
6) En cas de controvèrsia, les qüestions pendents entre la Companyia Universal del Canal Marítim de Suez i el govern egipci seran decidides per un tribunal d'arbitratge les atribucions del qual estaran clarament definides, i amb disposicions convenients per al pagament de les sumes que poden resultar pendents.